# Vârciorog
Vârciorog – wieś w Rumunii, w okręgu Bihor, w gminie Vârciorog. W 2011 roku liczyła 1133 mieszkańców.